# Дуарте (король Португалії)
Дуа́рте (порт. Duarte; 30 жовтня 1391 — 9 вересня 1438) — король Португалії (1433—1438). Представник Авіської династії. Народився у Візеу, Португалія. Син португальського короля Жуана I й англійської принцеси Філіппи Ланкастерської. Чоловік арагонської інфанти Леонори, доньки арагонського короля Фернандо I (з 1428). Батько португальського короля Афонсу V. Брав участь у завоюванні Сеути (1415). Успадкував трон після смерті батька. Проводив централізаторську політику, скеровану на укріплення королівської влади. Прийняв закон про майорат (1434). За намовлянням брата-інфанта Енріке санкціював Танжерський похід (1437), який закінчився катастрофою. Захоплювався класичною літературою та фехтуванням; був першокласним вершником. Автор етично-дидактичного твору «Вірний радник» і навчального посібника «Вправна верхова їзда» (1438). Перший португальський король, який облаштував бібліотеку в королівському палаці. Помер від чуми в Томарі, Португалія. Похований у Батальському монастирі. Діяння описані у «Хроніці короля Дуарте». Прізвиська — Красномо́вний (порт. o Eloquente), коро́ль-філо́соф (порт. o Rei-Filósofo).

## Імена
- Дуа́рте (порт. Duarte) — у португальських документах; в історіографії інколи записується як Дуа́рте I, хоча інших королів із цим іменем не було.
- Дуа́рте Красномо́вний (порт. Duarte, o Eloquente) — за пристрасть до книг і письменства.
- Едуа́рд (лат. Eduardus) — у латинських документах.
- Едуа́рдо (ісп. Eduardo) — у кастильських документах.

## Біографія

### Молоді роки

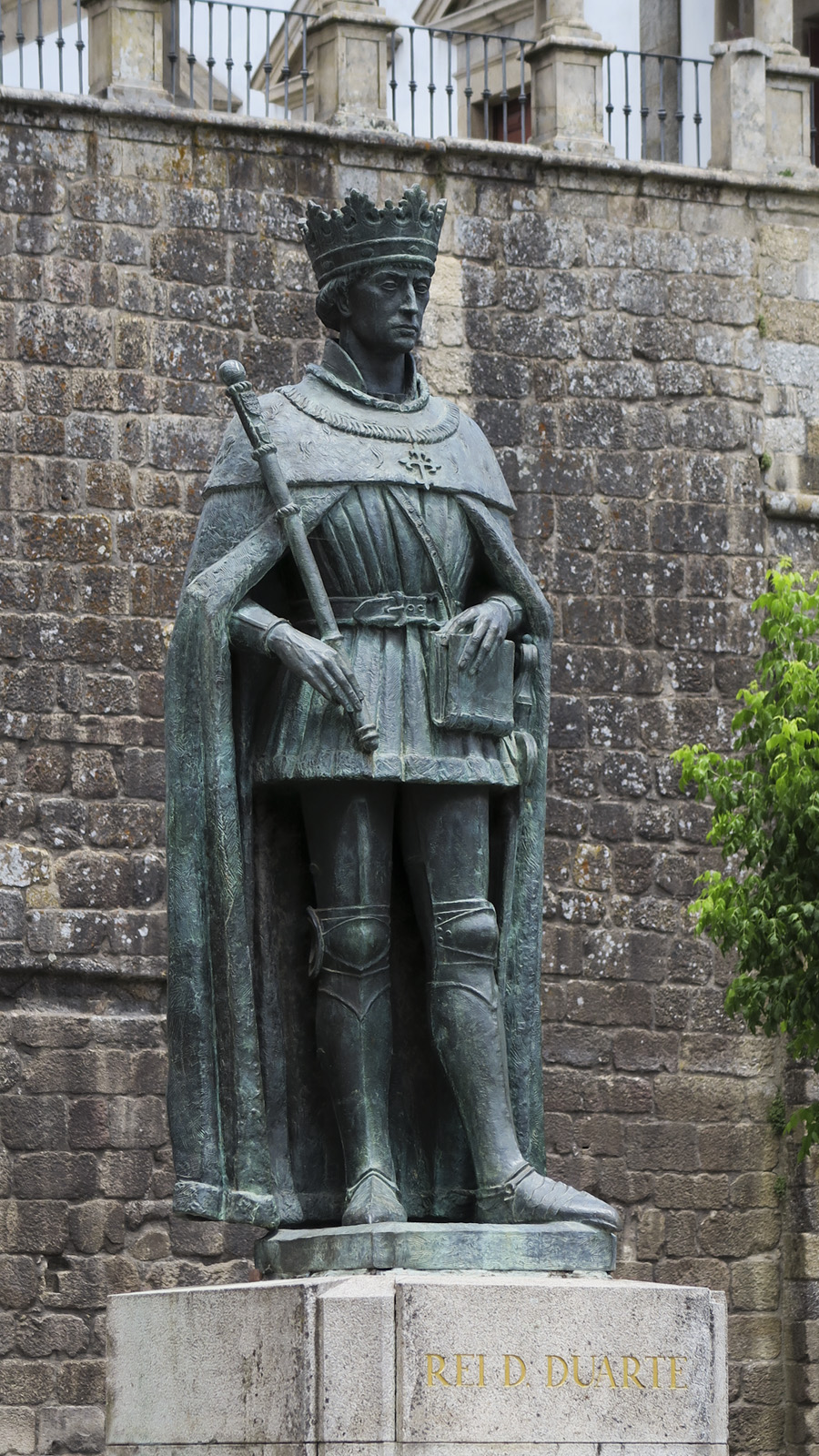
Пам'ятник королю-книжнику у Візеу, Португалія.

Дуарте народився 30 жовтня 1391 року у Візеу, Португалія. Він був третьою дитиною і другим сином португальського короля Жуана І та його дружини-королеви, англійської принцеси Філіппи Ланкастерської. Хлопця назвали на честь англійського короля Едуарда III, материного діда.
Після смерті старшого брата-інфанта Афонсу, що був спадкоємцем трону, Дуарте став новим престолонаслідником як найстарший серед королевичів. 22 березня 1401 року його офіційно проголосили спадкоємцем після присяги на кортесах у Лейрії.
Молодшими братами Дуарте були інфант Педру, майбутній герцог Коїмбрський і регент королівства; інфант Енріке Мореплавець, ініціатор загальноєвропейської епохи великих географічних відкриттів; португальський конетабль-інфант Жуан, а також «святий інфант» Фернанду, адміністратор Авіського ордену.
Дуарте отримав першокласну, як на той час, освіту. Він добре знав греко-римську класичну літературу, Святе Письмо та праці Отців Церкви. Матір виховала його сумлінним, але надміру чутливим. Інфант славився своєю меланхолійністю та відданістю родині. Він часто жертвував власними інтересами заради вигоди рідних братів. Незважаючи на багаторічний досвід урядування в батьківському уряді, тужливість і вразливість Дуарте часто заважали йому приймати важливі рішення. Саме тому наступні покоління пам'ятали його не стільки як доброго короля-управлінця, скільки як любомудра, автора «Вірного радника».
Дуарте поєднував вченість із військовими заняттями: він був відмінним фехтувальником і частим учасником лицарських турнірів. У верховій їзді йому не було рівних серед сучасників. 1415 року інфант разом із батьком і братами брав участь у завоюванні Сеути в Північній Африці. Після перемоги король висвятив своїх синів у лицарі в Сеутській мечеті, перетвореній на християнську церкву.
22 вересня 1428 року Дуарте одружився із арагонською інфантою Леонорою, донькою арагонського короля Фернандо І. У шлюбі він мав дев'ятьох дітей, з яких повноліття досягли лише п'ятеро. Король палко любив свою дружину, був все життя вірний їй і, на відміну від своїх попередників, не заводив коханок.

### Законодавець
14 серпня 1433 року у Лісабоні помер король-батько Жуан І. Горе втрати настільки розбило Дуарте, що братові Педру довелося умовляти його прийняти трон і приступити до виконання обов'язків.
15 серпня 1433 року, після сповіді, Дуарте пройшов церемонію інтронізації. Його офіційно проголосили новим королем Португалії. За пару годин до цього до нього прибув юдейський лікар-астролог Гедаля, який радив відкласти церемонію: за гороскопом розташування зірок на небі того дня було несприятливим. Дуарте відмовився, на що астролог провістив йому коротке і нещасливе правління.
Через спалах чуми у Лісабоні Дуарте переїхав із двором до Сінтри, а згодом — до Сантарена. Весною 1434 року він скликав там кортеси. На них розглядалися питання зміни законів на основі поправок, підготовлених радником-юристом Жуаном Мендешом. Король видав «Ординації Дуарте» та «Книгу законів і постанов» (порт. Livro das leis e posturas), які згодом лягли в основу доробку його сина Афонсу V — «Афонсівських ординацій» (порт. Ordenações Afonsinas).
Серед нових правил, які запровадив Дуарте, найважливішим був так званий «мислений закон» від 8 квітня 1434 року. Свою назву він отримав від того, що був замислений ще літнім Жуаном І, але лишався не ратифікованим. Цей закон передбачав обмеження майнових прав португальської шляхти, яка збагатилася за рахунок земельних жалувань з королівського домену та податкових пільг у часи воєн з Кастилією. Згідно з законом, який залишався чинним аж до 1832 року, в країні запроваджувалася система майорату: заборонялося відчужувати або ділити королівські жалування; їх можна було передавати у спадок лише старшому синові. За відсутності спадкоємця землі поверталися до королівського домену.
Дуарте продовжував батьківський курс жорстокої економії фінансів через монетарну кризу, спричинену попередніми війнами з Кастилією. Він також намагався змінити розбещений спосіб життя придворних, демонструючи власним прикладом простоту, чистоту і заощадливість.
1435 року Дуарте відправив послом до Базельського собору свого небожа, оренського графа Афонсу. 21 червня того ж року папа Євгеній IV ласкаво прийняв посла і через нього дарував португальському королю право проводити обряд коронації та помазання за старим звичаєм французьких королів.

### Танжерська катастрофа

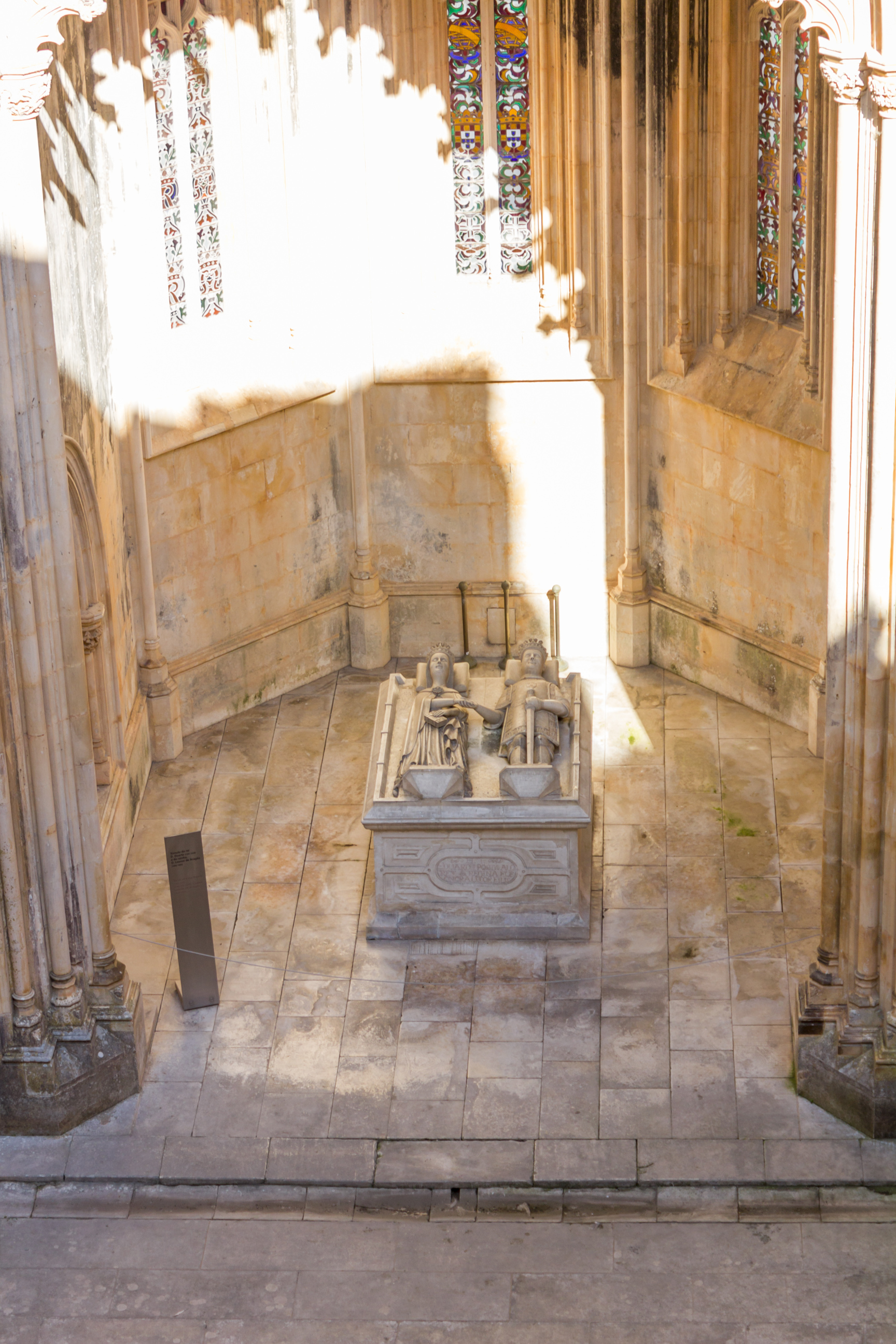
Гробниця Дуатре та його дружини Леонори у Батальському монастирі

1436 року, за намовлянням братів Енріке і Фернанду, Дуарте санкціював військовий похід до марокканського Танжеру. Від початку він був противником цієї авантюри, але під впливом королеви Леонори, дав свою згоду. Експедицію мусив очолити інфант Енріке. За домовленостями брати заповідали свої титули і землі третьому королівському синові Фернанду.
Того ж року Дуарте зібрав кортеси в Еворі. Незважаючи на протеси частини депутатів, він добився від них фінансування Танжерської кампанії. На королівській нараді в Лейрії проти походу виступили інфанти Педру та Жуан, але їхні голоси були проігноровані.
Наприкінці літа 1437 року усі приготування завершилися. 22 серпня Енріке, Фернанду та їхнє 6-тисячне військо рушило з Лісабону на кораблях до Марокко. Незважаючи на декілька штурмів Танжеру, португальці не змогли здобути міста. В жовтні їх оточила велика мусульманська армія і відрізала від кораблів. Від спраги і голоду Енріке був змушений укласти принизливий договір: в обмін на безпечний відступ португальці обіцяли повернути марокканцям Сеуту. Гарантом дотримання угоди став інфант Фернанду, якого взяли у заручники.
Коли новини про Танжерську катастрофу досягли Португалії, Дуарте впав у відчай. Він прагнув звільнити брата, обмінявши на Сеуту, але Лерійські кортеси 1438 року висловилися проти дотримання договору з Марокко. Після королівської наради португальський двір переїхав до Евори. Марокканці дізналися, що португальська сторона не здаватиме міста, тому кинули Фернаду до в'язниці у Фесі. Винуватець катастрофи, інфант Енріке, пропонував королю Дуарте визволити брата шляхом викупу або нового походу, але його пропозиції не були реалізовані.

### Смерть
1438 року в Еворі спалахнула епідемія чуми. Дуарте та його родина покинули двір, переїхавши до відносно безпечного Томара. Проте 9 вересня того ж року король помер там, ставши жертвою епідемії. Напередодні смерті він картав себе за те Танжерську поразку і неспроможність допомогти нужденному братові Фернанду. Останній помер у Феській тюрмі через шість років, так і не дочекавшись визволення.
Дуарте поховали у Батальському монастирі, де спочивали його батько і матір. Через 70 років діяння монарха описав у офіційній «Хроніці короля Дуарте» португальський історик Руй де Піна.
За заповітом Дуарте новим королем Португалії став його син 6-річний Афонсу V, а регентом при ньому — королева-матір, арагонська інфанта Леонора. Її іноземне походження та політична недосвідченість викликали протести частини португальського суспільства. Вони переросли у протистояння Леонори із братом покійного короля, коїмбрським герцогом Педру. Внаслідок міжусобної боротьби 1439—1440 років регентство перейшло до Педру, а дружину покійного Дуарте відправили у вигнання до Кастилії.

## Праці

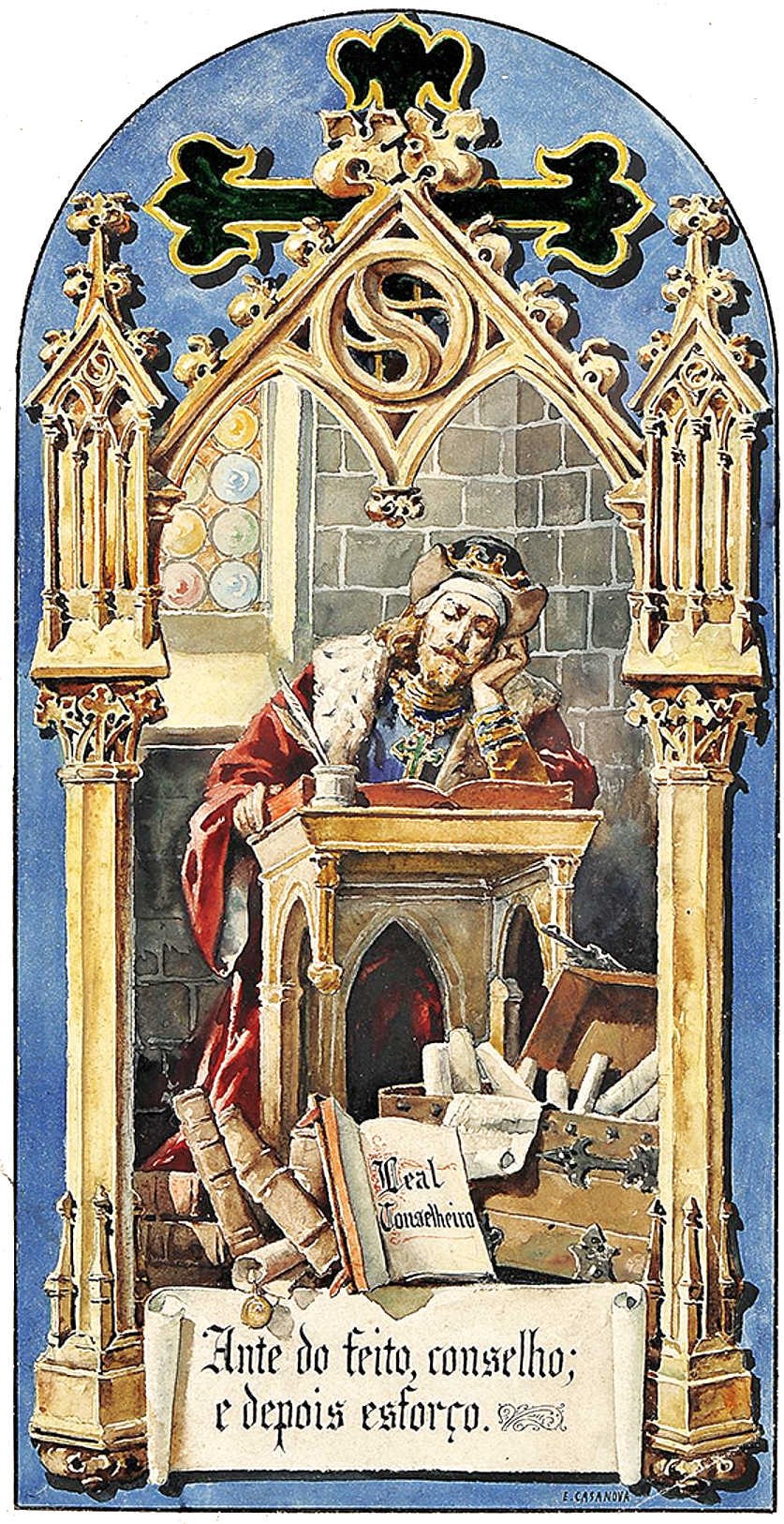
Дуарте пишеш «Вірного радника» (Енріке Казанова, 1913).

Дуарте захоплювався літературою і мав талант до письменства. Він був першим португальським королем, який облаштував у королівському палаці бібліотеку. На думку португальського історика Мануеля Франсішку де Барруша, Дуарте був наймудрішим монархом своєї епохи і одним з небагатьох, хто писав трактати. У каталозі його бібліотеки були праці античних класиків Арістотеля, Валерія Максіма, Сенеки, Цицерона, Юлія Цезаря; роботи Августина і Авіценни; лицарські романи про Трістана, Галахада, героїв Артуріани; оповідання «Граф Луканор» Хуана Вільєнського; праці португальських королів Дініша, Афонсу IV, Жуана І; іспанські й португальські хроніки; книги з географії та природознавства; подорожі Марко Поло тощо.
Одним із перших кроків короля-книжника на троні була підтримка Лісабонського університету. 3 грудня 1433 року він підтвердив усі його права і привілеї, надані монархами-попередниками.
За своє коротке правління Дуарте написав декілька робіт. Найвідоміші твори короля — «Вірний радник» та «Вправна верхова їзда», написані близько 1438 року. Перша праця — етико-дидактичний трактат, складений у формі есеїв на різні теми; друга — підручник з їзди верхи та мистецтва бою на лицарських турнірах. Рукописи обох робіт об'єднані у книгу, яка зберігається у Національній бібліотеці Франції. Їх було вперше видано 1842 року в Парижі португальським ченцем Жозе Інасіу Рокете за підтримки Мануеля де Барруша. Наступного 1843 року вийшло лісабонське видання обох робіт Дуарте, що базувалося на копії паризької книги.
Усі робити і записки Дуарте зазначені у каталозі Мануеля де Барруша, у паризькому виданні «Вірного радника» 1842 року:
- Papel que escreveu quandi seus irmãos foram a Tanger[15].
- Instrucção do mesmo Rey D. Duarte sobre a expedição de Tangere[16].
- Conselho que deu ao infante D. Henrique quando foi com uma armada sobre Tanger[17].
- Motivos que teve para fazer a guerra[18].
- Lembrança que escreveu do nascimento de seus filhos[19].
- Observação da lua[19].
- Cousas que foi requerido nas primeiras côrtes que fezen Santarem.
- Cousas que pertencem ao bom capitão.
- Lembrança dos premios devidos a certas classes de servidores.
- Tratado do bom governo, da justiça, e dos officiaes d'ella. (латиною)
- Da Misericordia.
- Summario que, sendo infant, deu a M.e Francisco para prégar do Condestável (D. Nuno Álvares Pereira).
- Memorial para Fr. Fernando ordenar a prégação das exequias d'el-rei D. João I.
- Regimento para aprender a jogar as armas.
- Resposta, sendo principe, ao infante D. Fernando, sobre algumas queixas que elle tinha de seu pae.
- Padre nosso glosado.
- Como se tira o demónio.
- O que se toma dos parentes: patria, lei.
- Que coisa seja a detracção.
- Ordenações sobre as coisas domésticas e a ordem que tinha no governo e despacho.
- Um tratado sobre as valias do pão, conforme as valias do trigo.
- Livro de ensinança de bem cavalgar toda sela.
- Leal conselheiro.

## Родина
Дружина — Леонора (1402—1445), донька арагонського короля Фернандо І
Діти:
- Жуан (1429—1433), спадкоємець престолу, помер дитиною
- Філіпа (1430—1439), померла дитиною
- Афонсу V (1432—1481), король Португалії (1438—1481)
- Марія (1432), померла немовлям
- Фернанду (1433—1470), герцог Безький (1453—1470) і Візеуський (1460—1470), магістр Ордену Христа (1461—1470), конетабль Португалії (1466—1470)
- Леонора (1434—1467) ∞ Фрідріх III, імператор Священної Римської імперії
- Дуарте (1435), помер немовлям
- Катаріна (1436—1463), наречена наваррського короля Карла IV, черниця
- Жуана (1439—1475) ∞ Енріке IV, король Кастилії

## Титул
- лат. Edwardus, Dei gratiâ, Regnorum Portugaliæ & Algarbii Rex, Ceptæque Dominus[20][21]
  - Едвард, милістю Божою, король королівств Португалії й Алгарве, і господар Сеути.
- ст.-порт. Dom Eduarte pela graça de Deos Rey de Portugal, e do Algarve, e Senhor de Cepta[20][22]
  - Пан Дуарте, милістю Божою, король Португалії й Алгарве, і господар Сеути.

## У культурі

### Образотворче мистецтво

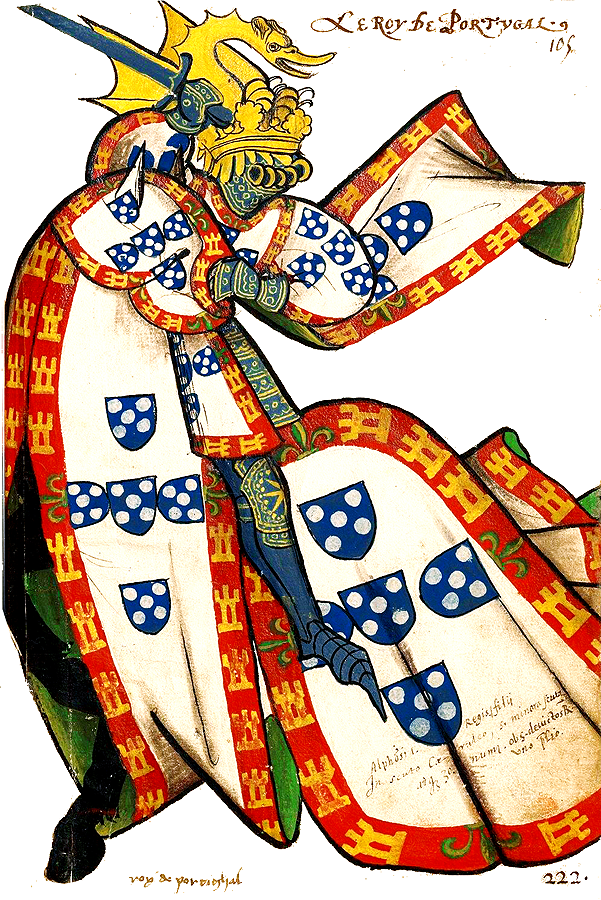
1430—1461 Гербовник Золотого руна
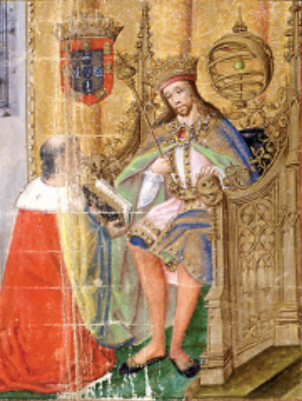
1504
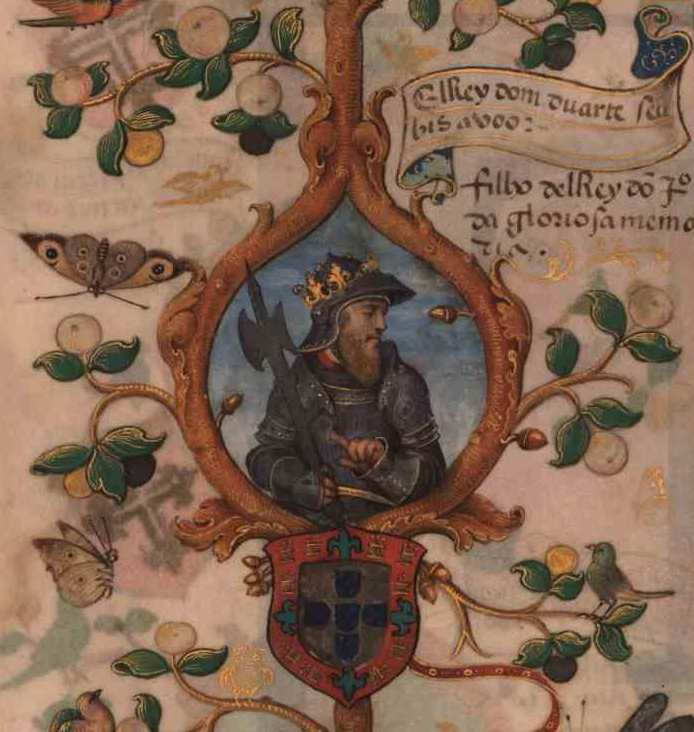
1534
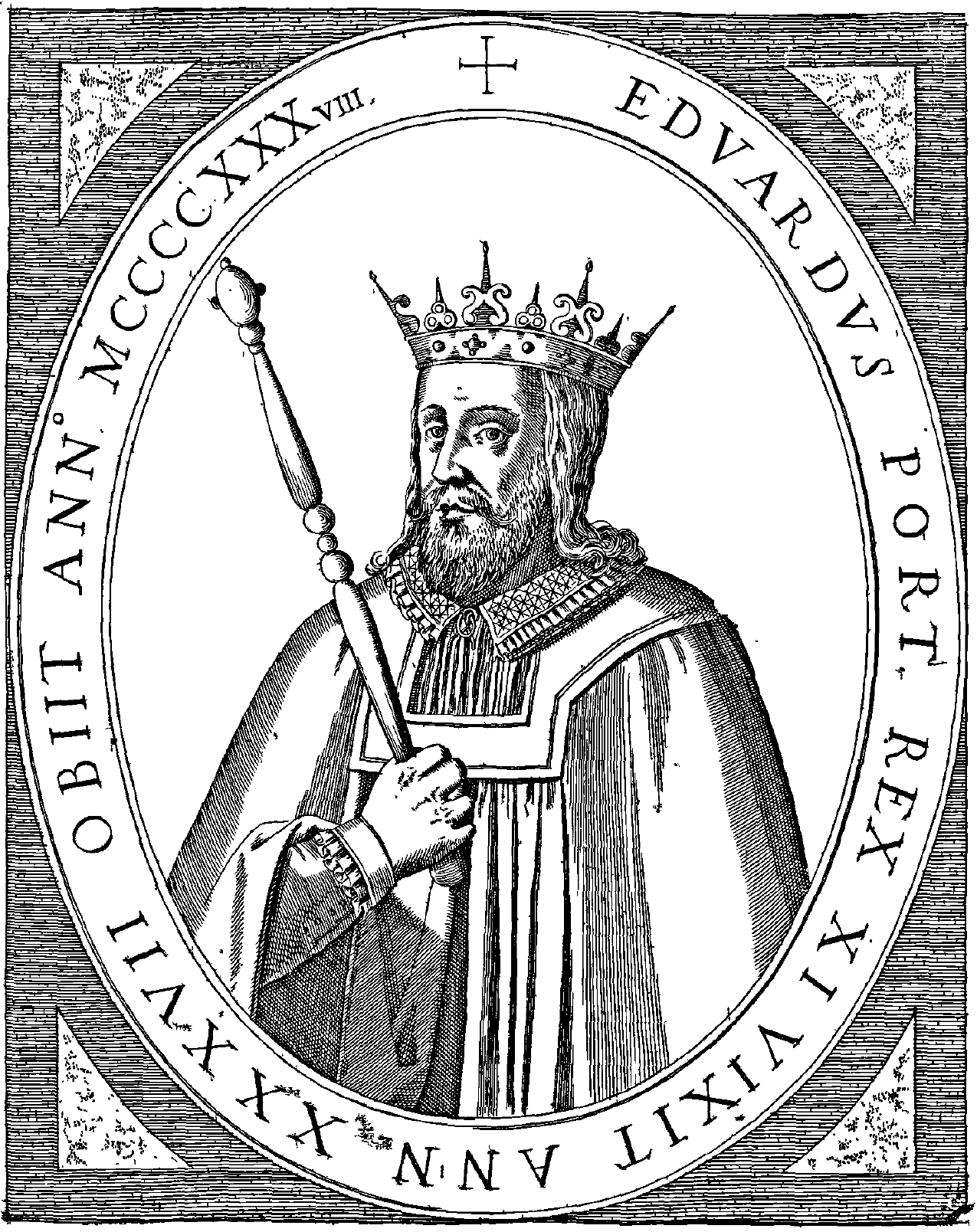
1603, П. Перрет
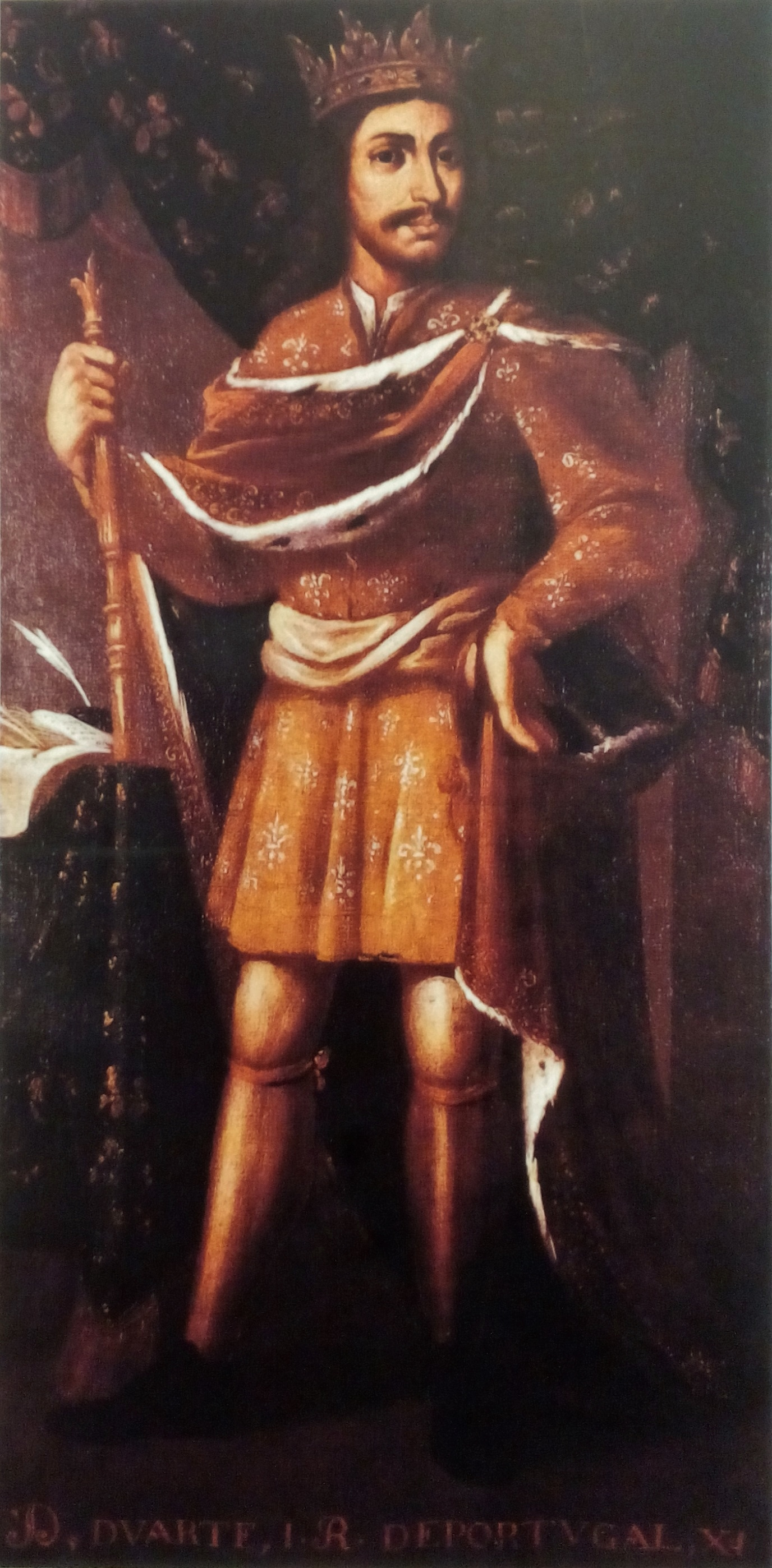
1718, Е. Феррейра
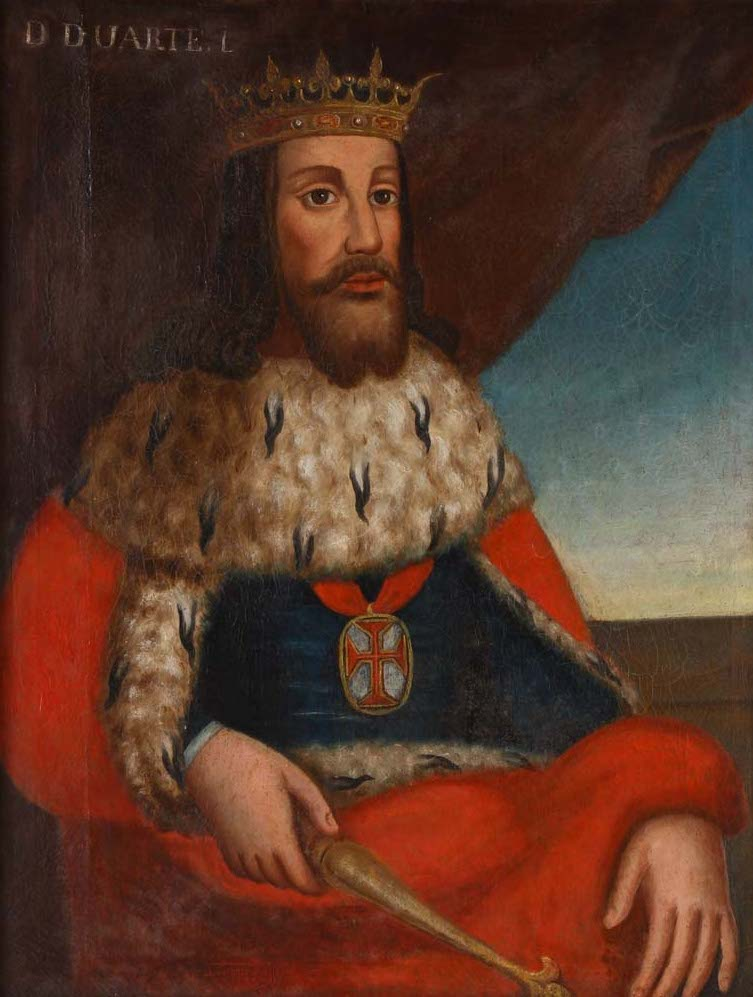
XVIII ст.
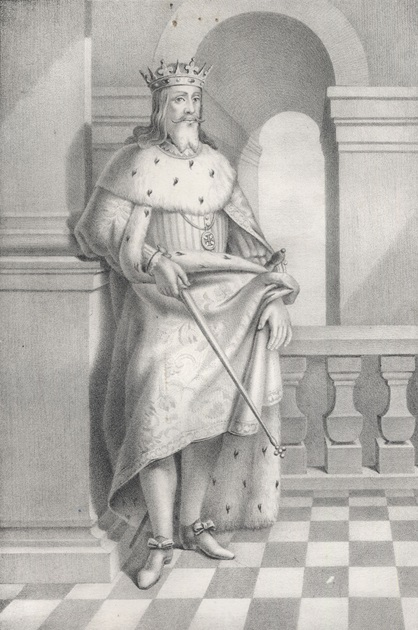
1870, А. Серранно
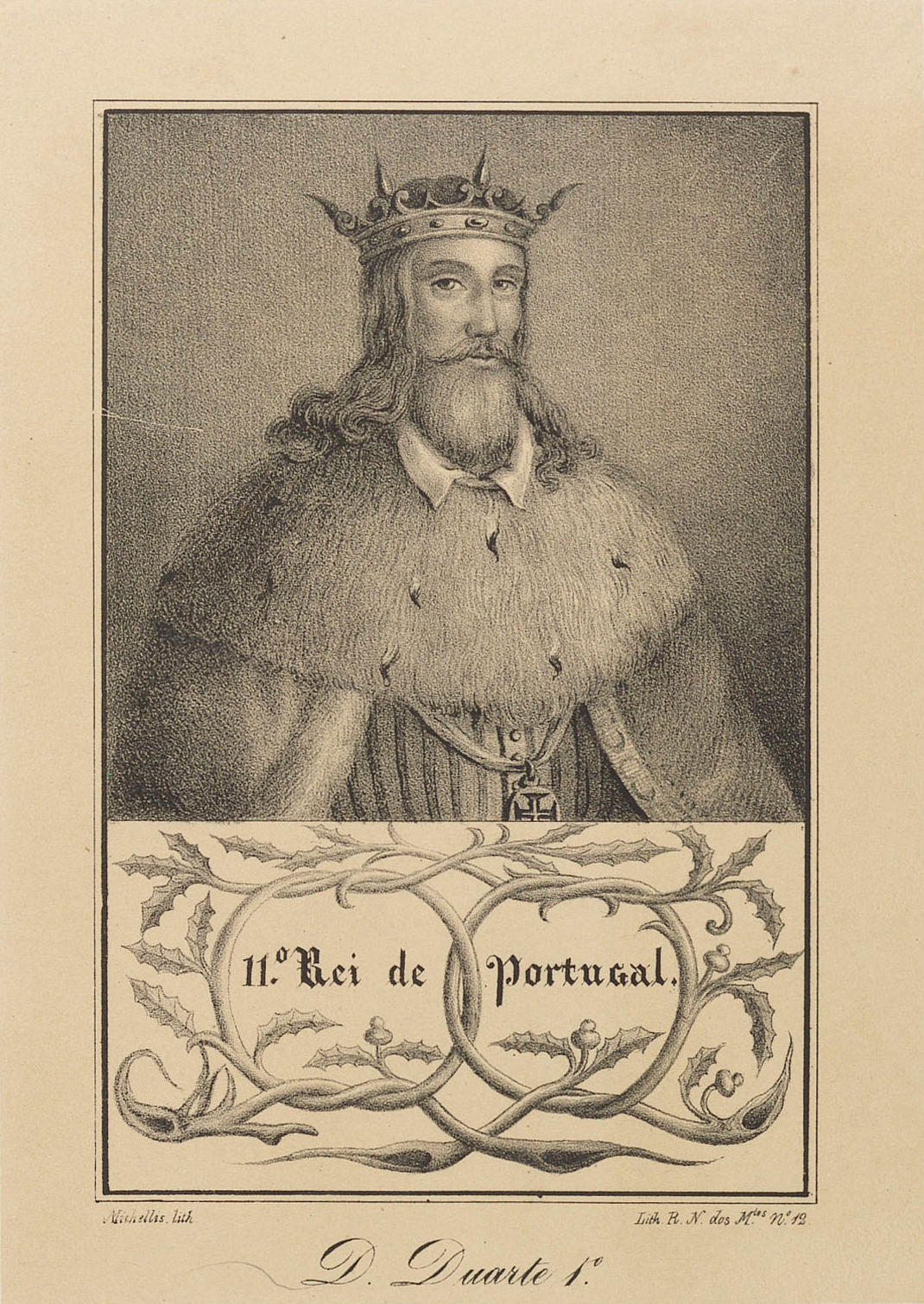
ХІХ ст.
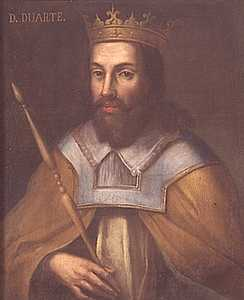
ХІХ ст.